# Берген-ауф-Рюген
Берген-ауф-Рюген (нім. Bergen auf Rügen) — місто в Німеччині, розташоване в землі Мекленбург-Передня Померанія. Входить до складу району Передня Померанія-Рюген. Центр об'єднання громад Берген-ауф-Рюген.
Площа — 51,42 км2. Населення становить 13 572 ос. (станом на 31 грудня 2020).

## Галерея

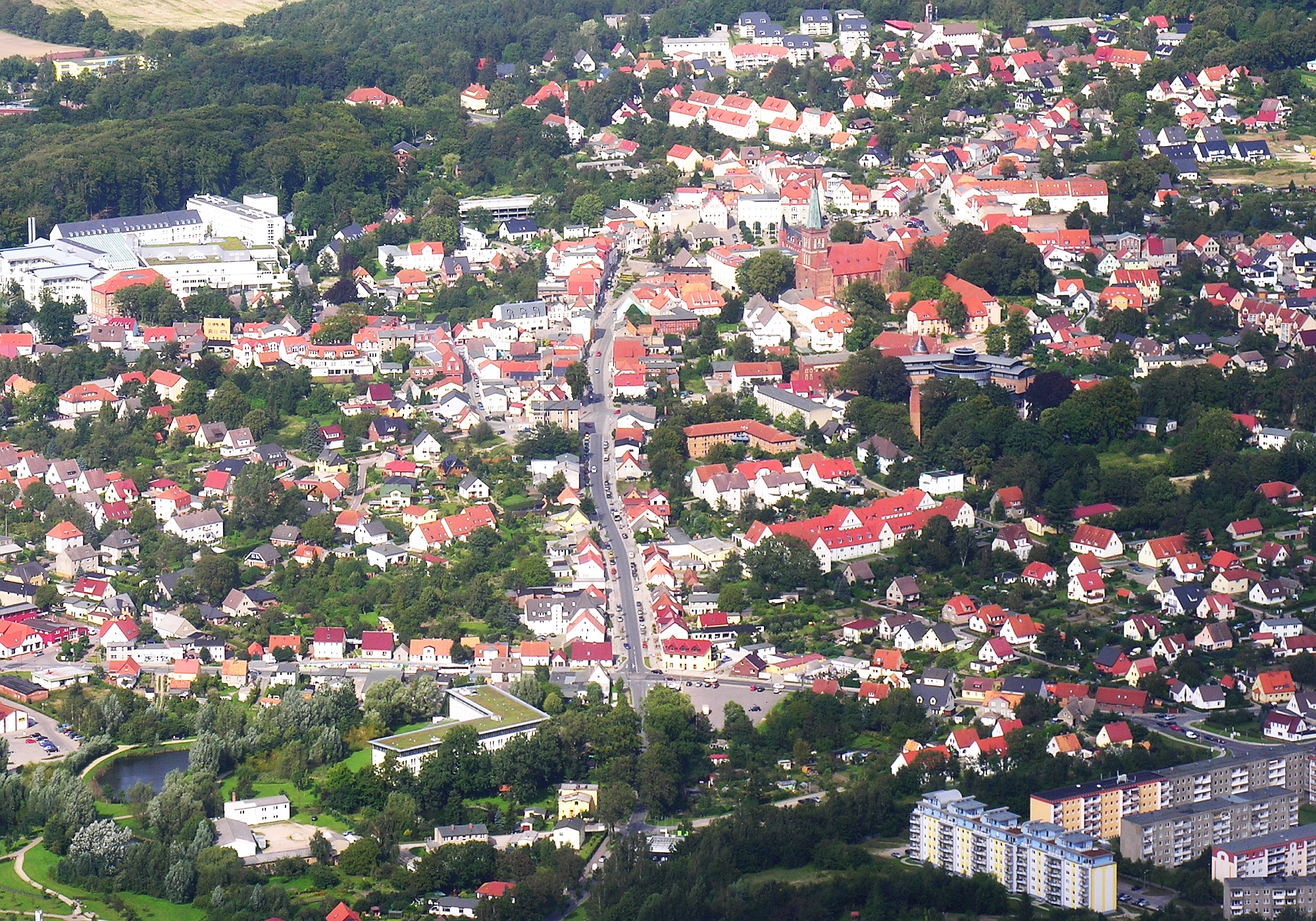
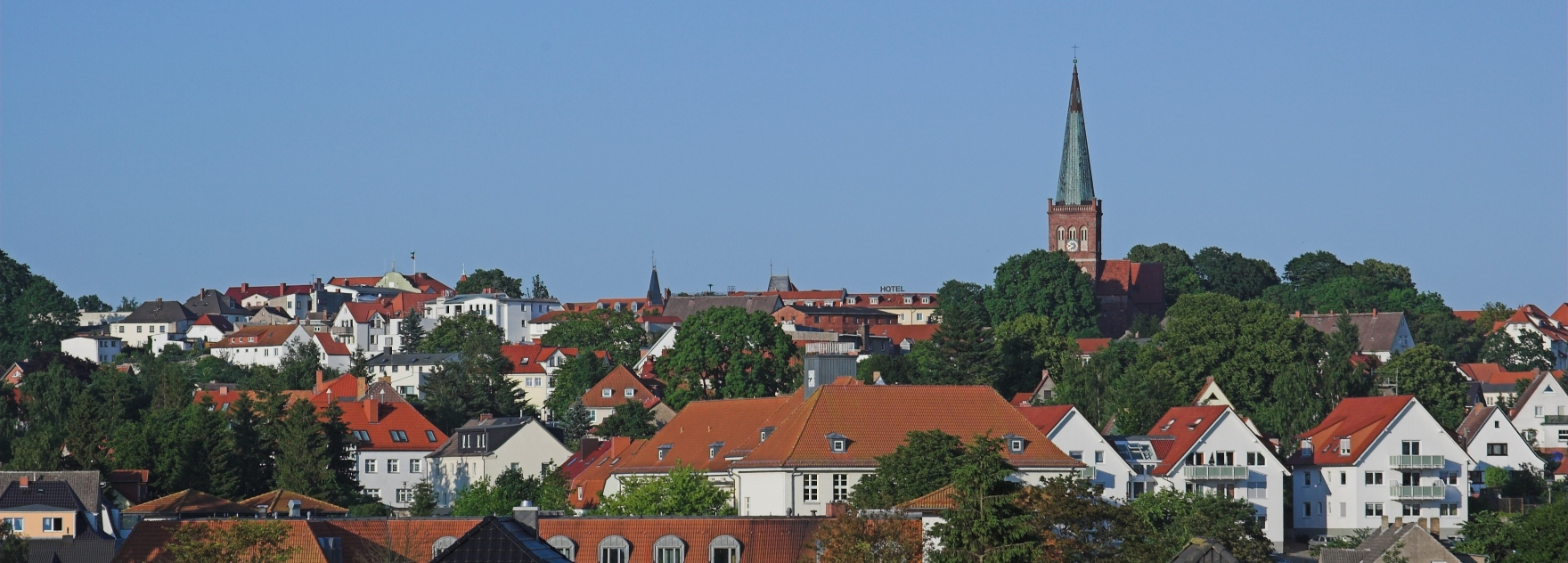
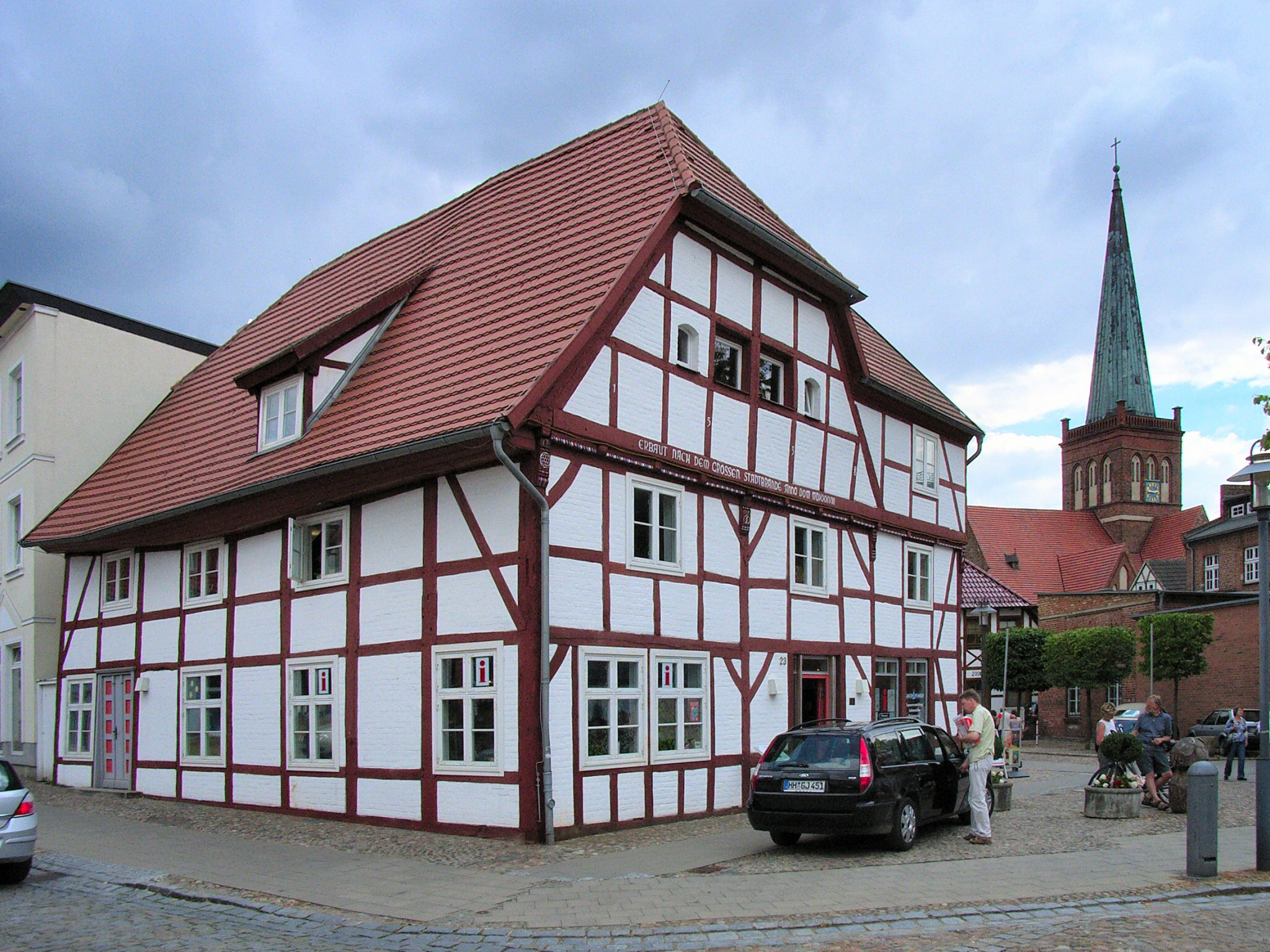
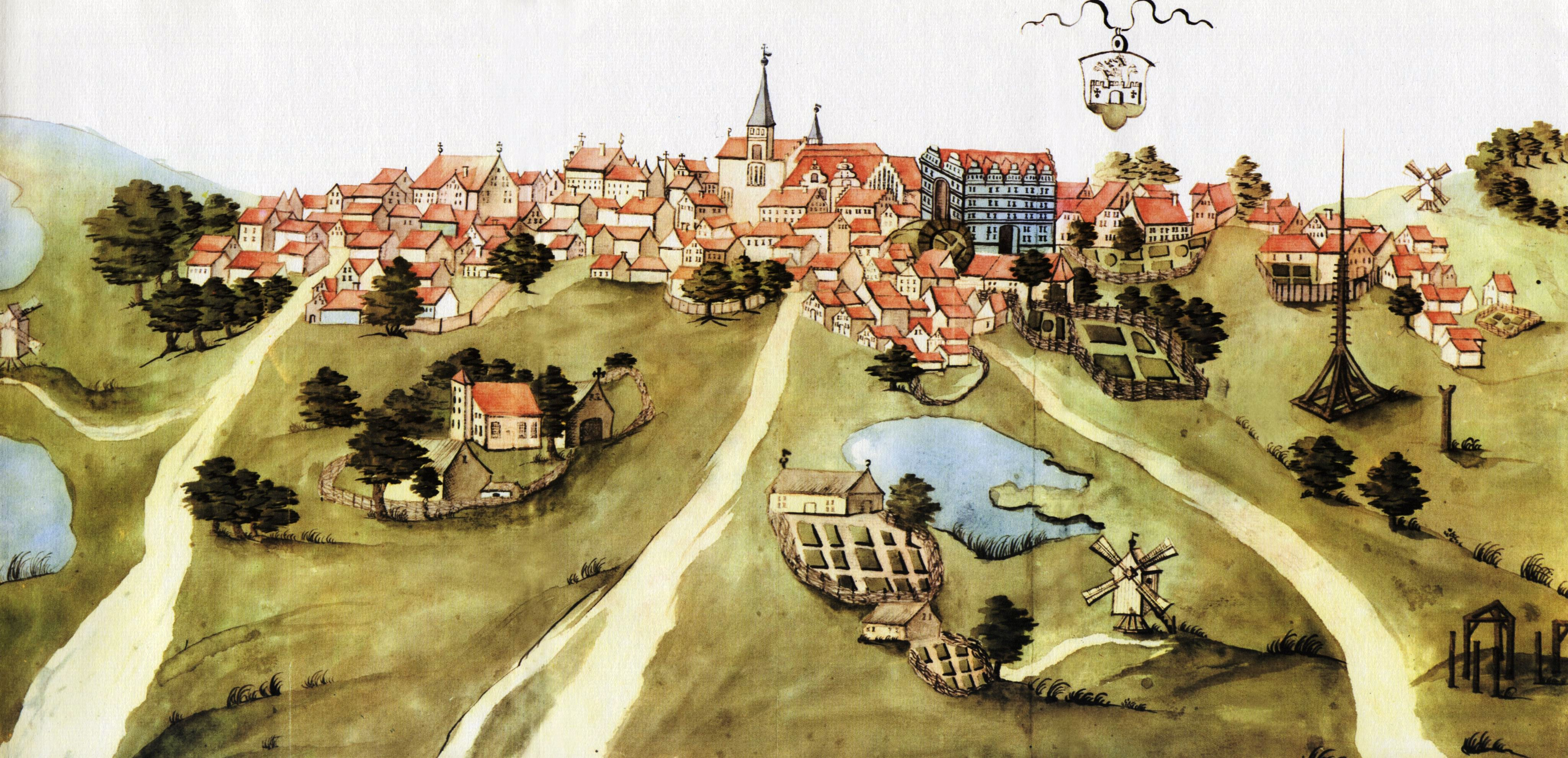
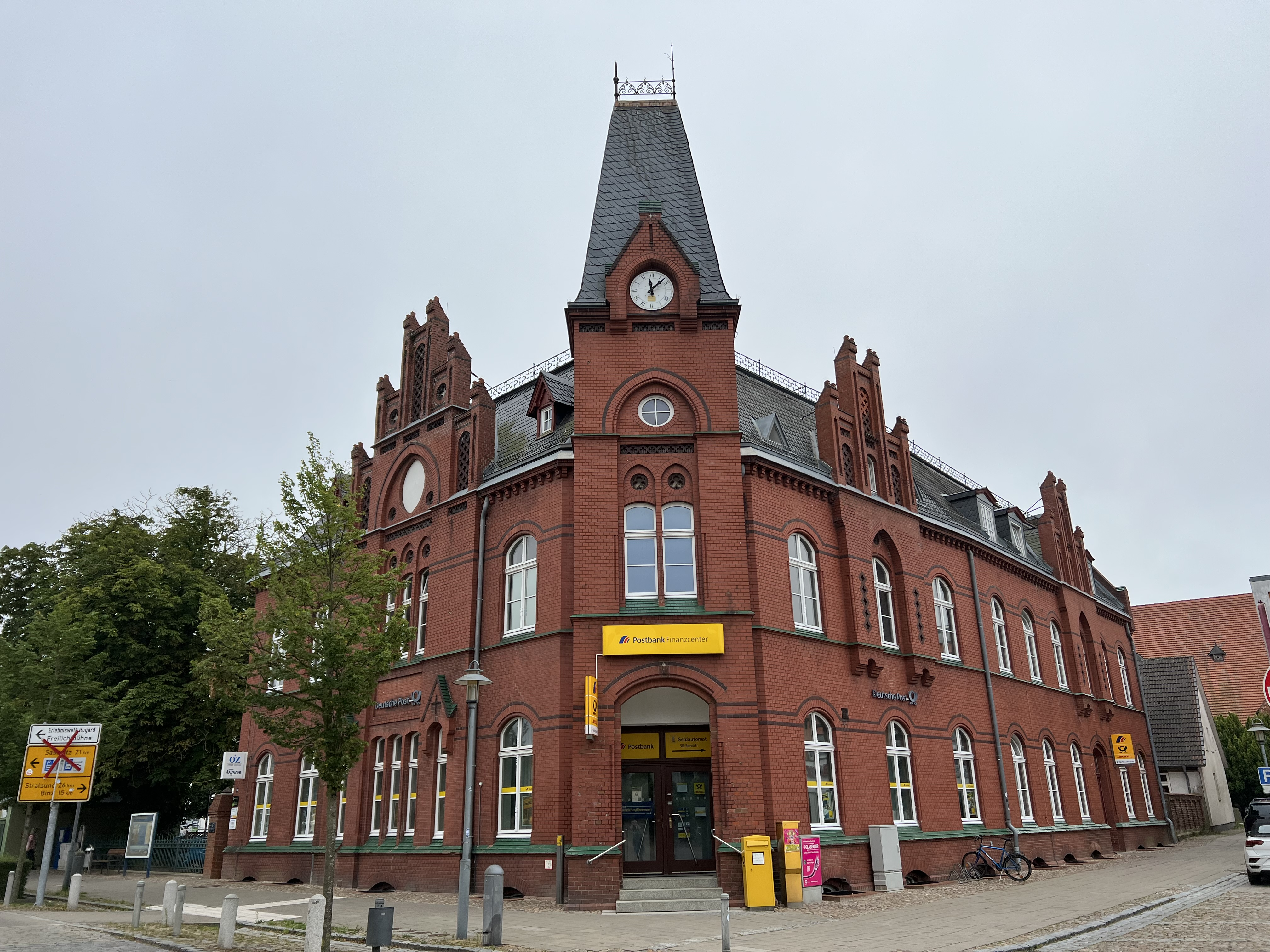
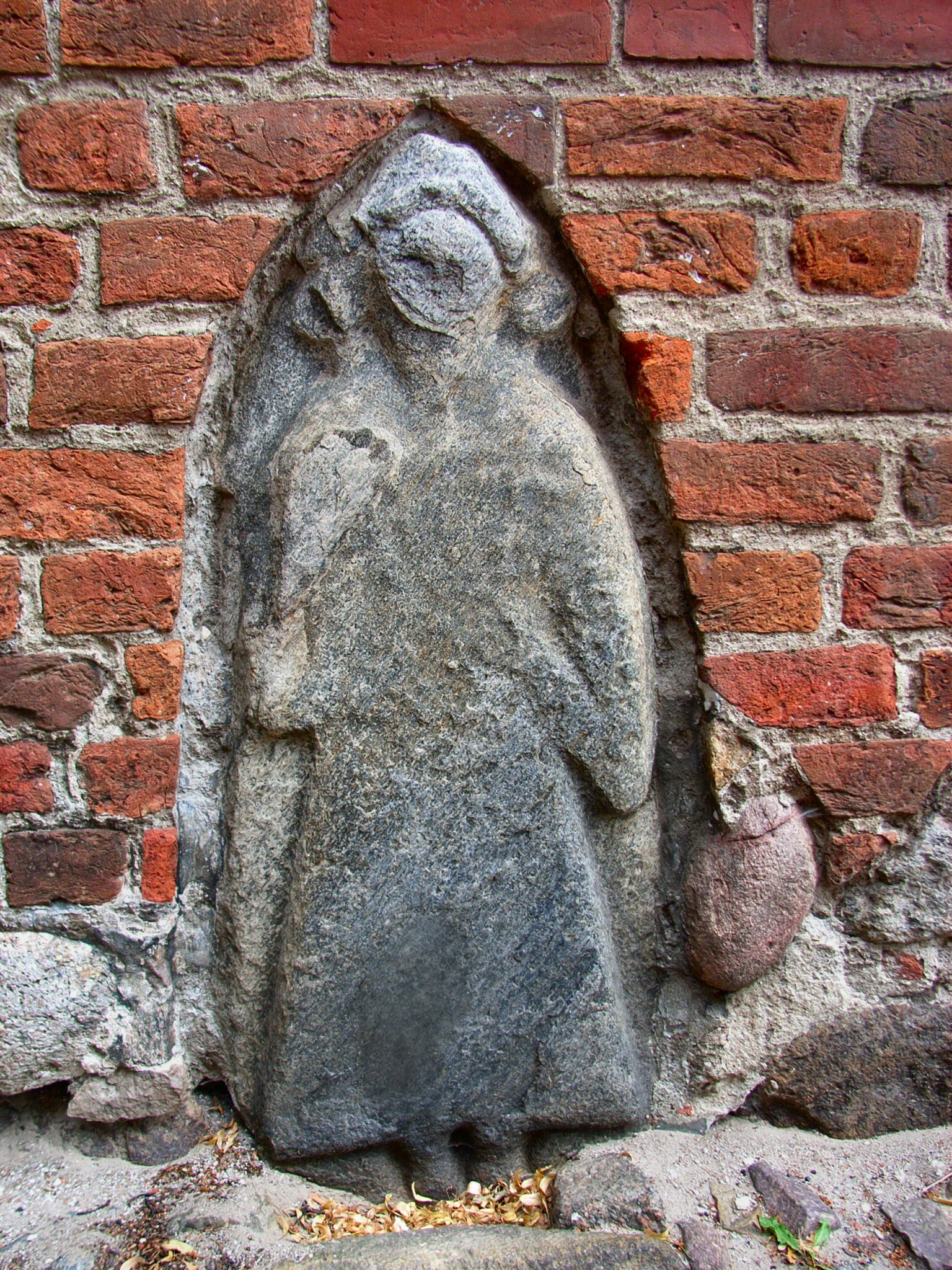

## Географії

### Адміністративний поділ
Місто  складається з 10 районів:
- Берген-Зюд
- Думзефіц
- Кайзеріц
- Каров
- Кікут
- Некладе
- Штрой
- Тільцов
- Тріпс
- Циттфіц